# Freziera roraimensis
Freziera roraimensis là một loài thực vật thuộc họ Theaceae. Đây là loài đặc hữu của Venezuela.